# Hymenophyllum caudiculatum
Hymenophyllum caudiculatum är en hinnbräkenväxtart som beskrevs av Carl Friedrich Philipp von Martius. Hymenophyllum caudiculatum ingår i släktet Hymenophyllum och familjen Hymenophyllaceae. Utöver nominatformen finns också underarten H. c. productum.

## Bildgalleri

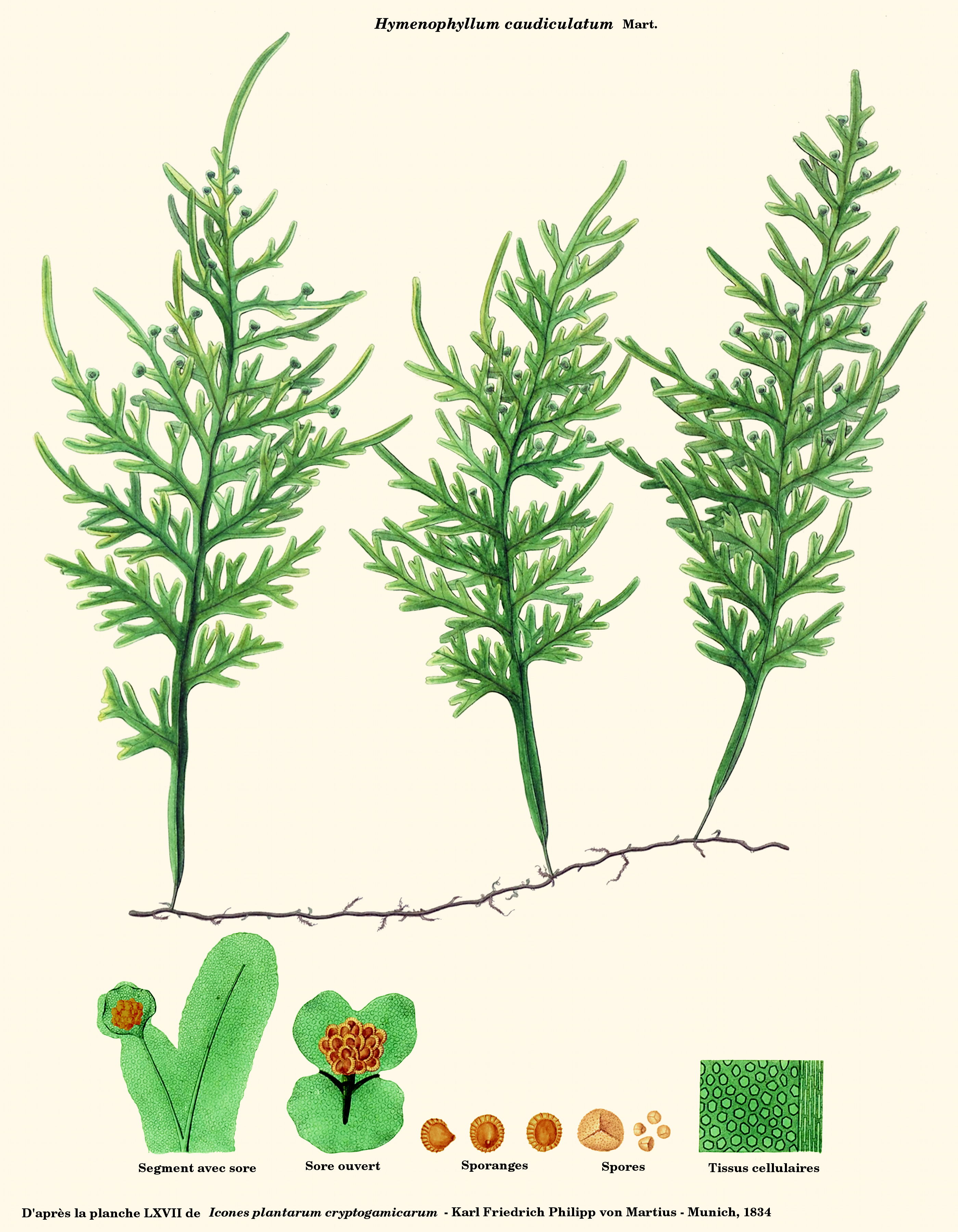
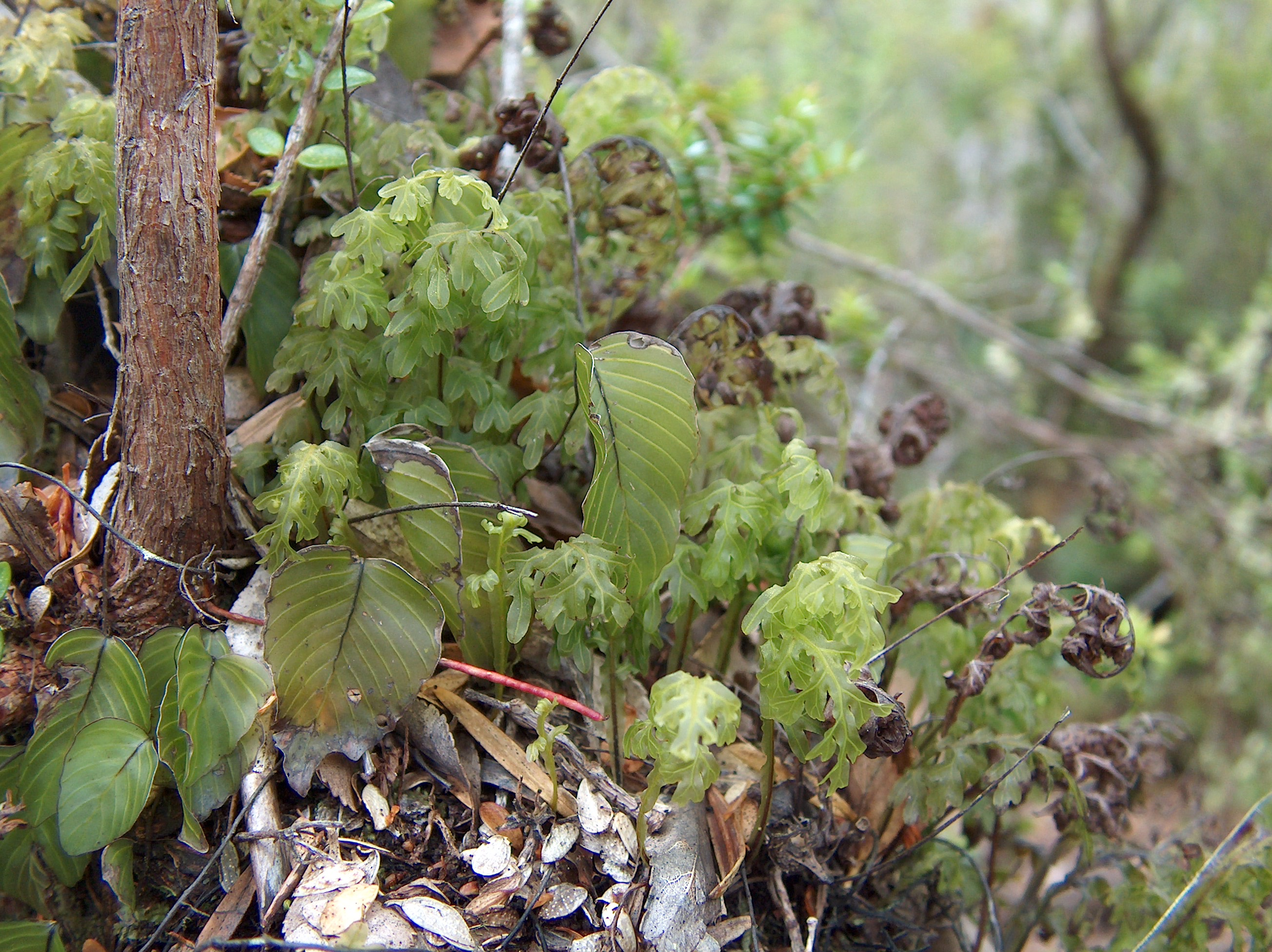
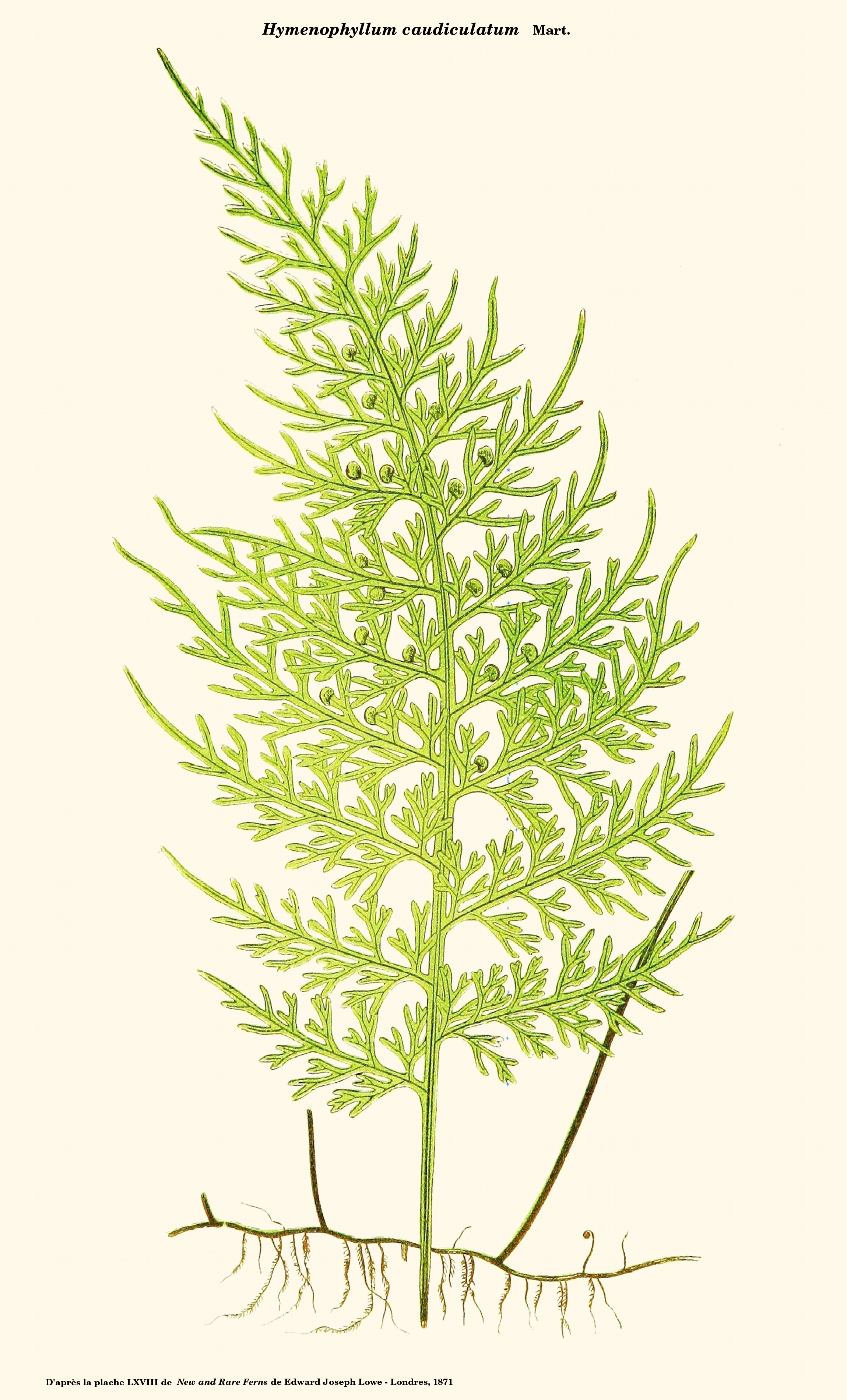